# Lotus land
Lotus land is een studioalbum van Gandalf. Gandalf haalde zijn inspiratie voor dit album uit De goddelijke komedie van Dante Alighieri. Hoofdthema is de zoektocht van de mens naar een plaats waar het altijd vrede en rustig is, het paradijs.  De Oostenrijker verwees daarbij naar de heilige lotus. Het album is opgenomen in zijn eigen geluidsstudio Seagull Music. 

## Musici
- Gandalf – alle muziekinstrumenten, waaronder bouzouki, saz en elektrische sitar.

## Muziek
| Nr. | Titel                        | Duur |
| --- | ---------------------------- | ---- |
| 1.  | A seed dreaming inside       | 6:27 |
| 2.  | Life is love                 | 7:06 |
| 3.  | Where the heart finds a home | 6:40 |
| 4.  | Love opens the gates         | 7:05 |
| 5.  | Just a glimpse of paradise   | 4:14 |
| 6.  | Mystic voyage                | 7:11 |
| 7.  | A heavenly gift              | 4:22 |
| 8.  | The lotus unfolds            | 5:10 |
| 9.  | Waves of delight             | 7:57 |